# Поцелуй (Роден)
«Поцелуй» — мраморная скульптура, созданная Огюстом Роденом и представленная в 1889 году на Всемирной выставке в Париже.
Изначально изображённая обнимающаяся пара являлась частью рельефной группы, украшающей большие бронзовые скульптурные ворота «Врата ада», заказанные Родену для будущего музея искусств в Париже. Позднее была оттуда удалена и заменена скульптурой другой пары любовников, расположенной на малой правой колонне.

Не было и не будет мастера, способного вложить в глину, бронзу и мрамор порыв плоти более проникновенно и напряженно, чем это сделал Роден.
(Э. А. Бурдель)

## История

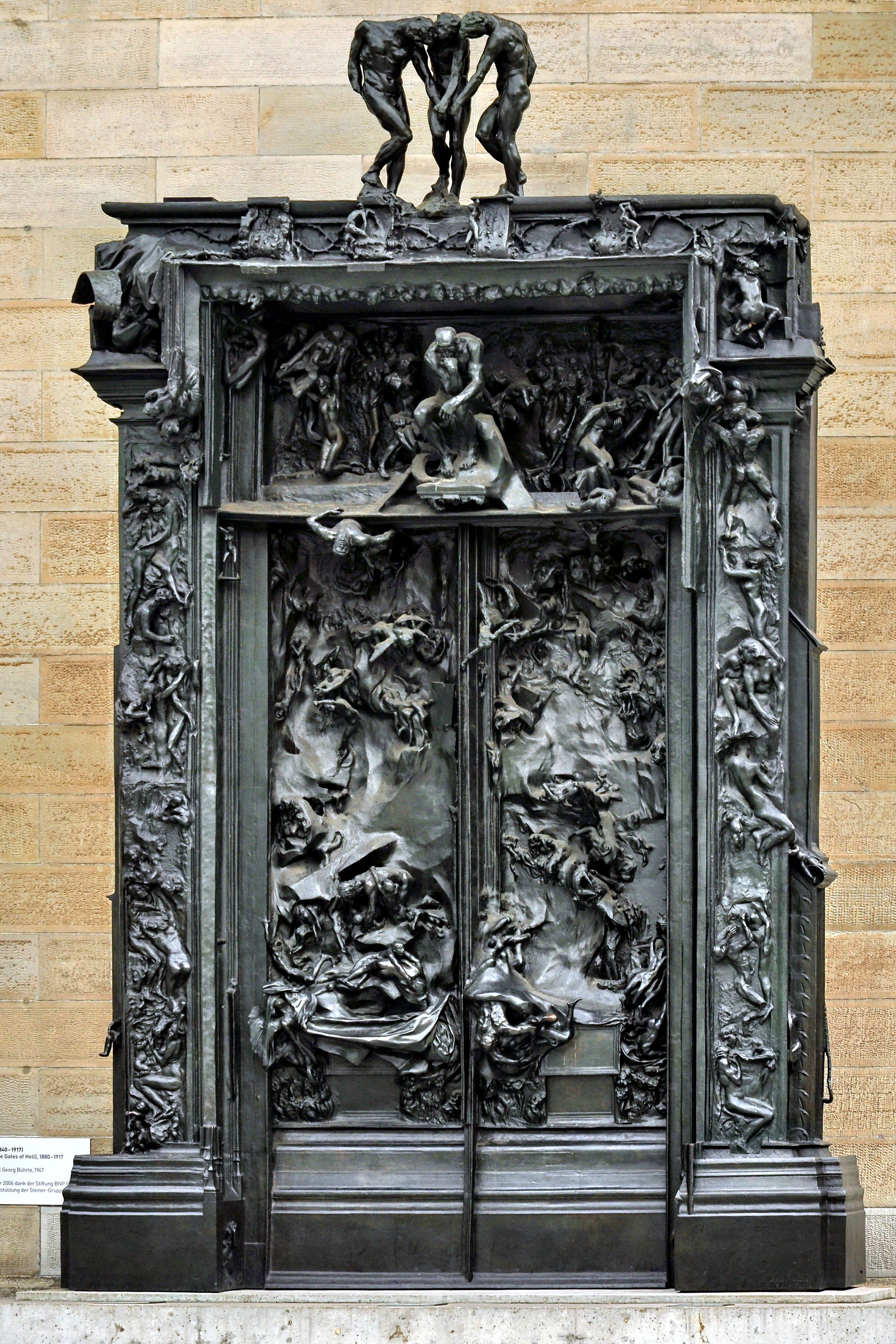
Врата ада, скульптура Родена, откуда взят замысел Поцелуя

Скульптура Поцелуй изначально носила название Франческа да Римини, в честь изображённой на ней знатной итальянской дамы XIII века, чьё имя обессмертила Божественная комедия Данте (Круг второй, Пятая песнь). Дама полюбила младшего брата своего мужа Джованни Малатеста, Паоло.
Полюбив друг друга за чтением истории Ланселота и Гвиневры, они были обнаружены, а затем убиты её мужем.  На скульптуре можно видеть, как Паоло держит в руке книгу. Любовники на самом деле не касаются друг друга губами, как бы намекая на то, что они были убиты, не совершив греха.
Переименование скульптуры в более отвлечённое — Поцелуй (Le Baiser) — было сделано критиками, впервые увидевшими её в 1887 году.
По-своему изображая женские персонажи, Роден отдаёт дань уважения им и их телу. Женщины у него не просто находятся во власти мужчин, они — равноправные партнёры в охватившей обоих страсти. Очевидный эротизм скульптуры вызвал множество дискуссий. Бронзовая копия Поцелуя (74 см высотой) была послана на Всемирную выставку 1893 года в Чикаго. Копию сочли неприемлемой для всеобщего обозрения и переместили в отдельную маленькую комнату, с доступом по личному заявлению.

## Малые варианты
При создании больших скульптур Роден нанимал помощников, делавших уменьшенные версии скульптуры из более лёгкого в обработке, нежели мрамор, материала. Когда эти версии были закончены, Роден добавлял последние штрихи к крупной версии статуи.
Прежде чем создать Поцелуй в мраморе, Роден создал несколько скульптур меньшего размера из гипса, терракоты и бронзы.

## Большие мраморные скульптуры

### Заказ для Франции
В 1888 французское правительство заказало Родену первый полномасштабный мраморный вариант Поцелуя для Всемирной выставки, но выставлена на публичное обозрение она была лишь в 1898 г. на Парижском салоне.
Скульптура снискала такую популярность, что компания Барбединни предложила Родену контракт на ограниченное количество уменьшенных бронзовых копий. В 1900 г. статуя переехала в Музей в Люксембургском саду, а в 1918 г. была размещена в Музее Родена, где пребывает и поныне.

### Заказ Уоррена
В 1900 г. Роден сделал копию для Эдварда Перри Уоррена, эксцентричного американского коллекционера из Льюиса (Англия, Суссекс), имевшего коллекцию древнегреческого искусства. Увидев Поцелуй на Парижском салоне, художник Уильям Ротенштейн рекомендовал скульптуру Уоррену для приобретения, но она была заказана французским правительством и не продавалась. Вместо оригинальной скульптуры Роден предложил сделать копию, за которую Уоррен предложил половину начальной цены в 20000 франков, но автор не уступил.
Когда скульптура прибыла в Льюис в 1904 г., Уоррен разместил её в конюшнях позади своего дома, где та оставалась в течение 10 лет. Неизвестно почему Уоррен выбрал для неё такое место — из-за большого размера или потому, что она не до конца отвечала его ожиданиям. В 1914 г. скульптура была взята в долг местными властями и выставлена на всеобщее обозрение в здании муниципалитета. Множество местных пуритански настроенных жителей, ведомых директрисой мисс Фаулер-Татт, выразили несогласие с эротической подоплёкой скульптуры. Особенные заботы вызывало то, что она может распалить солдат, во множестве расквартированных в городе. В конце концов скульптуру задрапировали и скрыли от публичного просмотра. Во владения Уоррена статуя вернулась в 1917 г., где хранилась на конюшне 12 лет, вплоть до его смерти в 1929 г. Наследник Уоррена выставил скульптуру на аукцион, где она не нашла покупателя по своей отправной цене и была снята с продажи.
Несколько лет спустя статую одолжила Галерея Тейт в Лондоне. В 1955 г. Тэйт купила эту скульптуру за 7,500 фунтов. В 1999 г., с 5 июня по 30 октября, Поцелуй ненадолго вернулся в Льюис, как часть выставки работ Родена. Постоянное место размещения скульптуры — Тэйт Модерн, хотя в 2007 г. её привозили в Ливерпуль, где ей отвели почётное место на праздновании 800-летия города, а также объявления Ливерпуля европейской культурной столицей в 2008 г. В данный момент (март 2012) одолжена музеем современного искусства Тёрнера в Кенте.

### Заказ Якобсена
Третья копия была заказана в 1900 г. Карлом Якобсеном для его будущего музея в Копенгагене. Копия сделана в 1903 г. и стала частью первоначальной коллекции Новой глиптотеки Карлсберга, открытой в 1906 г.

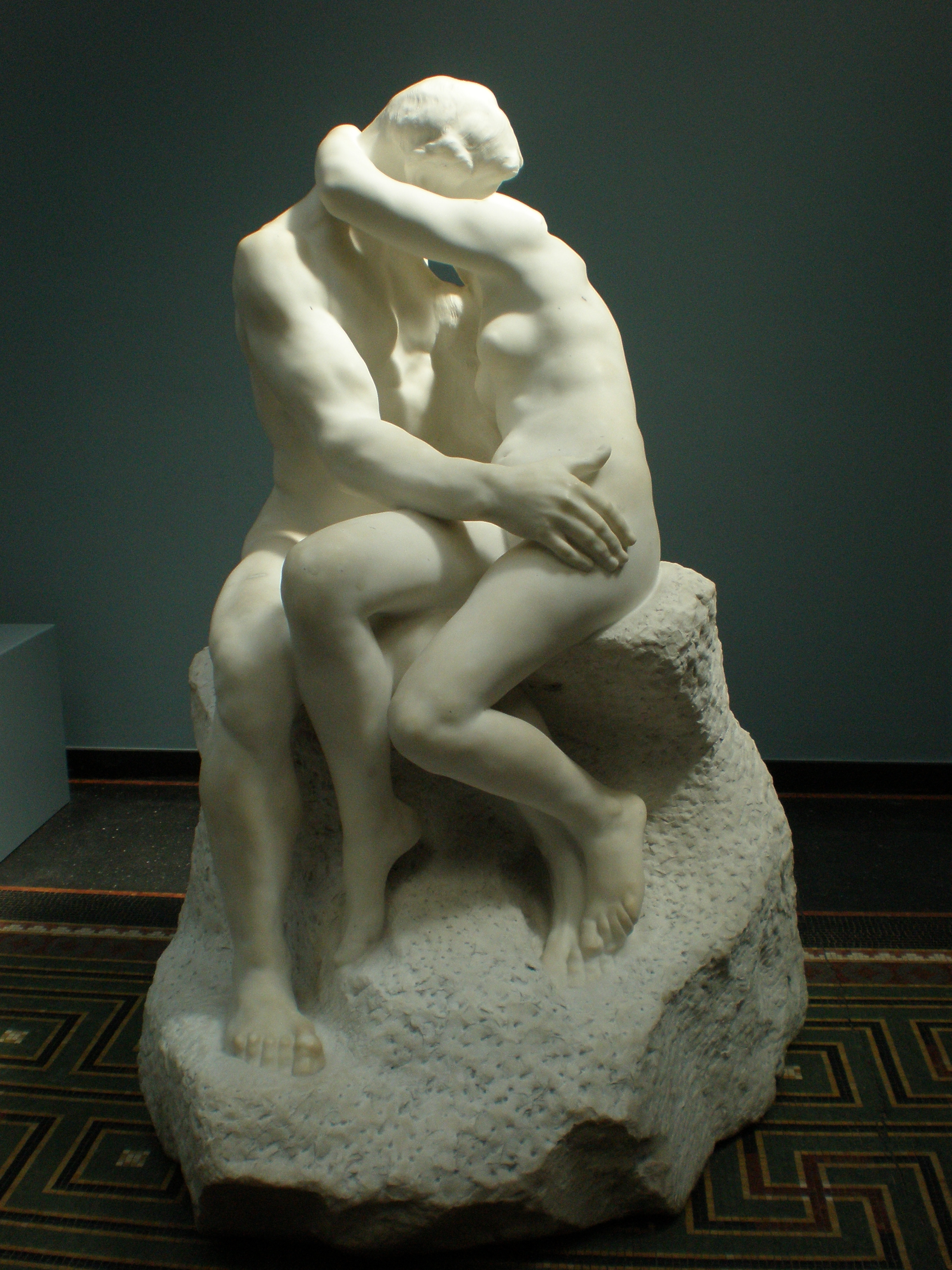
«Поцелуй» в мраморе в Новой глиптотеке Карлсберга, Копенгаген

### Другие варианты
Три больших мраморных варианта скульптуры были выставлены в Музее Орсе в 1995 г. Четвёртая, малая копия, около 90 см высотой (статуя в Париже — 181.5 см) была сделана после смерти Родена скульптором Анри-Леоном Гребе для Музея Родена в Филадельфии. Гипсовый слепок статуи можно найти в Национальном Музее Изящных Искусств в Буэнос-Айресе.
Скульптура послужила прообразом множества бронзовых копий. По данным Музея Родена в литейных цехах фирмы Барбединни их отлито 319 штук. Согласно французскому закону от 1978 г. только первые 12 могут быть отнесены к первому изданию.

## Корнелия Паркер
Весной 2003 г. художница Корнелия Паркер «дополнила» «Поцелуй» (с разрешения галереи Тэйт Британ, где скульптура в то время выставлялась), обмотав верёвкой длиною в милю. Это была историческая отсылка к созданной в 1942 г. Марселем Дюшаном сети той же длины в Тэйт Британ. Хотя вмешательство было одобрено галереей, многие посетители сочли его оскорбительным по отношению к оригинальной скульптуре, что привело в дальнейшем к тому, что стакист Пирс Батлер самовольно разрезал верёвку на скульптуре, вокруг которой собрались целующиеся пары.

## Примечания

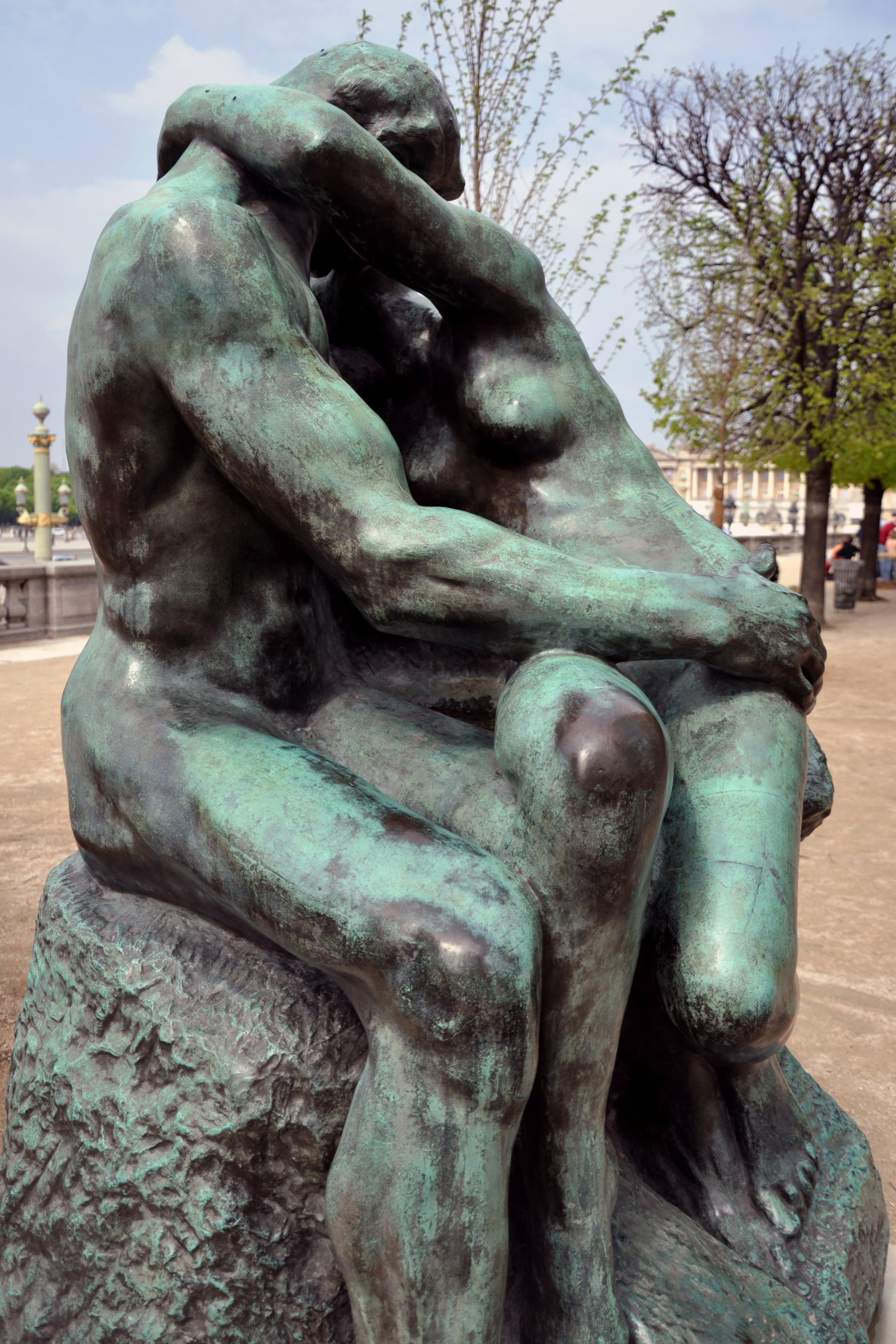
В Саду Тюильри, Париж